# Polygonella parksii
Polygonella parksii är en slideväxtart som beskrevs av Cory. Polygonella parksii ingår i släktet Polygonella och familjen slideväxter. Inga underarter finns listade i Catalogue of Life.